# Strahoninec
Strahoninec (mađarski Drávanagyfalu) je općina u Hrvatskoj. Nalazi se u sastavu Međimurske županije.

## Općinska naselja
Jedino samostalno naselje u općini je Strahoninec. Uz njega, tu je i zaselak Poleve.

## Zemljopis
Općina Strahoninec smještena je u južnom dijelu Međimurske županije. Graniči južno, istočno i sjeverno s gradom Čakovcem, a zapadno i južno s općinom Nedelišće. U sastavu općine Strahoninec nalazi se jedno samostalno naselje – Strahoninec. Naselju pripada i zaselak Poleve, smješten otprilike kilometar južno od Strahoninca, uz cestu prema Kuršancu. Općina Strahoninec prostire se na površini od 8,3506 km2, po veličini je druga najmanja jedinica lokalne samouprave u Županiji, te čini 1,15 % ukupne površine Županije.

## Stanovništvo
Prema popisu stanovništva, popisnoj metodi, iz 2001. godine Općina ima 2815 stanovnika. Općina Strahoninec spada u područja Međimurja gdje, promatrajući Općinu u cjelini, broj stanovnika stalno raste.
| broj stanovnika | 448   | 589   | 617   | 703   | 777   | 788   | 870   | 1088  | 1265  | 1386  | 1538  | 1821  | 2357  | 2580  | 2728  | 2682  | 2598  |
|                 | 1857. | 1869. | 1880. | 1890. | 1900. | 1910. | 1921. | 1931. | 1948. | 1953. | 1961. | 1971. | 1981. | 1991. | 2001. | 2011. | 2021. |

| broj stanovnika | 448   | 589   | 617   | 703   | 777   | 788   | 870   | 1088  | 1265  | 1386  | 1538  | 1821  | 2357  | 2580  | 2728  | 2682  | 2598  |
|                 | 1857. | 1869. | 1880. | 1890. | 1900. | 1910. | 1921. | 1931. | 1948. | 1953. | 1961. | 1971. | 1981. | 1991. | 2001. | 2011. | 2021. |

## Povijest
U pisanim povijesnim izvorima današnji se Strahoninec prvi puta spominje 1488. godine kao selo Sztrahoninc. Tada se u Međimurju navode četiri trgovišta, 96 sela i tri otoka na Dravi. U 1564. godini spominje se Judicatus Strahonincs. Judicat je u to vrijeme upravna jedinica koja okuplja više seoskih općina. Zanimljivo je da se 1672. godine Strahoninec navodi kao mjesto u Judikatu Nedelišće, a već 1718. godine u Judikatu Mihovljan. Godine 1721. Strahoninec je ponovno u Judikatu Nedelišće. Ovakve neprestane promjene organizacijskog ustrojstva Čakovečkog vlastelinstva bile su rezultat stalnih promjena vlastelinstva i promjene feudalnih gospodara na posjedima Strahoninca. Poznata je činjenica da su zbog povijesnih neprestalnih ratnih sukoba Zrinski velike dijelove svojih posjeda ustupali svojim podložnicima, uglavnom plemićima, kao plaću za ratne zasluge ili pak kao arendu (najam), U Strahonincu je na takav način najduže posjede imala plemenita obitelj Poka. Uz plemićku obitelj Poka kao posjednici se spominju i plemićka obitelj Nayger te obitelj Tome pl. Trombitaša.
Prvi sustavni popis stanovnika kojega su županijske vlasti provele u Međimurju 1786. godine daje zanimljive podatke o Strahonincu. Kuća u selu je 44 te u njima živi čak 56 obitelji. Ukupno je bilo 384 stanovnika. Popis obavljen 1828. godine govori da je u Strahonincu 48 kuća u kojima živi 385 stanovnika rimokatolika. U tom dokumentu naziv mjesta je bio Ztrahominec. Prema predaji, selo je dobilo ime po tome što je ljude minuo strah kad su ušli u njega prošavši šumu prilikom prijelaza Drave. Te godine, prvi put u povijesti, spominje se naziv Poleve kao posjed, odnosno marof. U popisu se ne spominje broj kuća niti pak broj stanovnika Poleva.  1868. godine u mađarskom popisu stanovnika Poleve se spominju kao Polevo, marof utjelovljen u selo Strahoninec, a 1910. godine već imaju mađarsko ime Szepmajor s 91 stanovnika. 1925. Poleve imaju 3 kuće i 85 stanovnika.U razdoblju između dva svjetska rata Poleve spominju kao naselje nastalo na bivšem marofu, na rudini Poleve uz put Strahoninec-Kuršanec. U doba Austro-Ugarske pojačan je porast broja stanovnika. 
U 20. stoljeće Strahoninec je ušao s novim mađarskim imenom Nagyfalu i 777 stanovnika da bi popis stanovništva 1910. registrirao 788 stanovnika i opet novi naziv također mađarski Dravanagufalu. Strahoninec je u međuvremenu postao općina, a jer je bio prigradsko naselje, u njemu se osjetio snažan utjecaj čakovečke mađaronštine. Stoga nije čudno da je 1901. godine ovdje započela radom državna pučka škola na mađarskom jeziku. Nakon vojne akcije 1918. godine Međimurje je priključeno Hrvatskoj te se našlo u novoj državnoj zajednici, Kraljevini Srba, Hrvata i Slovenaca, s dva kotara i 26 općina, uključujući i općinu Strahoninec. U novu državnu zajednicu Strahoninec je ušao s površinom od 4336 jutara, 1723 stanovnika i dvije škole. Godine 1921. Strahoninec je središte općine Strahoninec koju čine Kuršanec Facarnica, Poleve i Totovec. O naprednim prilikama svjedoči i činjenica da je prvo Gospodarsko društvo, potaknuto od društva u Zagrebu, utemeljeno još 1919. godine. Mađarskom okupacijom 1941. godine Međimurje je ušlo pod vlast mađarske županije Zala. Strahoninec je ponovno dobio svoje staro mađarsko ime Dravanagufalu. 
Odmah nakon oslobođenja 1945. organizirana je nova narodna vlast. Narodnooslobodilački odbor Strahoninec osnovan je u travnju 1945. godine. Ušao je u sastav Kotarskog NNO Čakovec. Osnovana su najniža tijela organa vlasti koje bira narod u mjesnim odborima. Mjesni odbor Strahoninec 1948. godine čine sela Strahoninec i Savska Ves. Od 1953. godine Strahoninec ima 1386 stanovnika te postaje središte općine sa selima Šandorovec i Totovec.Godine 1955. uslijedila je reorganizacija katastarskih općina te je Strahoninec pod općinom Čakovec. Od 1971. godine Strahoninec je organiziran kao Mjesna zajednica Strahoninec. O brzom razvoju svjedoči podatak da je 1981. Strahoninec imao 2260 stanovnika, 1991. godine 2580 stanovnika, a 2001. godine 2815 stanovnika. Strahoninec je proglašen samostalnom Općinom 17. siječnja 1997. godine nakon što se izdvojio iz sastava grada Čakovca.

## Uprava
Načelnik općine Strahoninec je Franjo Lehkec.

## Poznate osobe
- Paula Posavec - rukometašica
- Stela Posavec - rukometašica
- Bernarda Topolko - saborska zastupnica

## Vanjske poveznice
- Službena stranica Općine Strahoninec